# شهرستان بدفورد (ویرجینیا)
شهرستان بدفورد، ویرجینیا (به انگلیسی: Bedford County, Virginia) یک سکونتگاه مسکونی در ایالات متحده آمریکا است که در ویرجینیا واقع شده‌است.

## خصوصیات
شهرستان بدفورد ۱٬۹۹۱٫۷۱ کیلومترمربع مساحت دارد.